# Francisco Bográn Barahona
Francisco Bográn Barahona, né en 1852 à San Nicolás et mort le 7 décembre 1926 à La Nouvelle-Orléans en Louisiane, est un homme d'État hondurien. Il est président du Honduras du 5 octobre 1919 au 1er février 1920.